# Franz Anton Danreiter
Franz Anton Danreiter (baptisé le 9 décembre 1695 à Salzbourg et mort le 17 février 1760 à Salzbourg), est un architecte, dessinateur et créateur de jardins germanique, sujet de la principauté archiépiscopale de Salzbourg.  

## Biographie
Anton Danreiter  a entrepris des voyages d'études à Dresde et en France. Il est nommé en 1728 inspecteur des jardins de Salzbourg par le prince-archevêque Leopold Anton von Firmian (de). Il est connu pour ses dessins minutieux représentant des vues des grands jardins et parcs historiques de Salzbourg, qui ont servi et servent encore de manière précieuse à la restauration ou à la reconstruction de ces espaces. Les jardins du château Mirabell conçus par Fischer von Erlach doivent leur aspect actuel à Danreiter. 
Anton Danreiter a également représenté le parc du château de Hellbrunn (entre autres avec sa nouvelle Fichtenallee). Il a participé au décor de l'église Saint-Sébastien de Salzbourg (notamment le magnifique portail baroque) et a construit les écuries du château Mirabell. Ses dessins prospectifs ont été gravés, notamment par des graveurs d'Augsbourg. Certaines de ses esquisses sont conservées au musée de Salzbourg. 